# Peter und Paul (Adelboden)

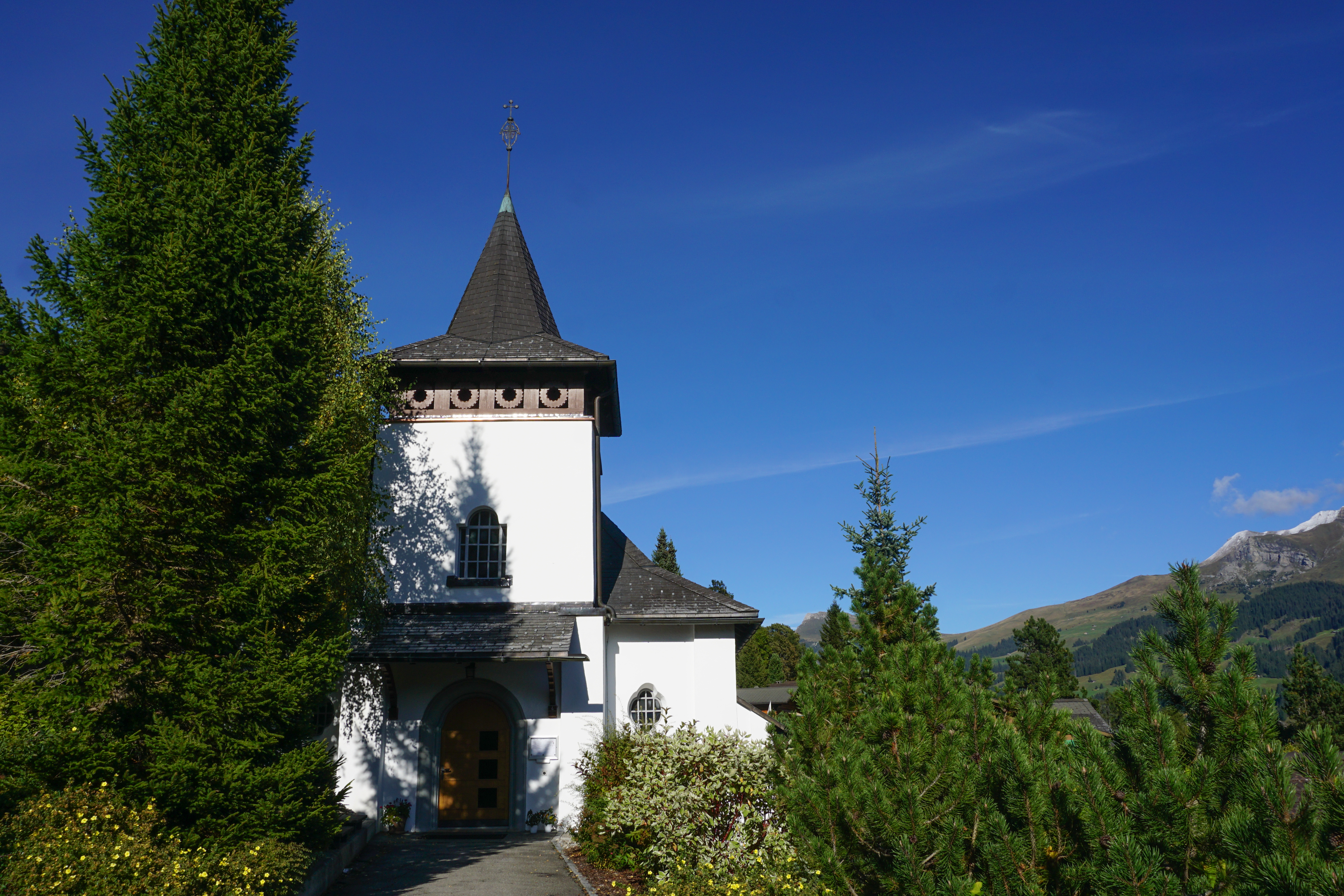
Peter und Paul-Kirche Adelboden

Die Kirche Peter und Paul, an der Haltenstr. 4 in Adelboden, ist eine römisch-katholische Filialkirche der Pfarrei St. Mauritius in Frutigen. Die 1913 erbaute Kirche ist im kantonalen Bauinventar als „schützenswertes K-Objekt“ eingestuft.

## Geschichte
Ab 1898 wurden durch den Thuner Pfarrer Charles Albert Cuttat (1847–1932) für die Kurgäste Gottesdienste in mehr als sechs Berner Oberländer Kurorten gefeiert. 1898 richtete M. Gurtner, der Besitzer des Grandhotels in Adelboden, an das katholische Pfarramt in Thun die Bitte um einen katholischen Geistlichen. Im selben Jahr feierte der Freiburger Dominikanerpater Zapletal als Kurgeistlicher erstmals seit der Reformation dort eine hl. Messe. In den folgenden Jahren kamen regelmässig Kurgeistliche und feierten Gottesdienste in immer wechselnden Lokalen. 
Wegen dieses kostspieligen Zustandes trat der Verkehrsverein Adelboden mit dem katholischen Stationsverein Thun um den Bau einer Kapelle in Verhandlung. Nach zehnjähriger vergeblicher Suche nach einem Baugrundstück schenkte der Adlerwirt Schärz dem Verein ein Grundstück mit einer Auflage für eine Genehmigung zum Bau einer Erschliessungsstrasse. Daraus folgten erhebliche Differenzen mit der Reformierten Pfarrei, die gegen die Einschränkung ihrer Pfrund-Rechte protestierte. Trotzdem erlaubte der Kanton Bern den Strassenbau und das Grundstück wurde Eigentum der katholischen Gemeinde. Für die Finanzierung des Baus steuerten die Hoteliers von Adelboden 9'000 Franken an die mit 40'000 Franken veranschlagte Summe bei.  
Zum Zeitpunkt der Einweihung fehlte noch die gesamte Inneneinrichtung. Am 10. August 1913 wurde die neue Kirche durch den Thuner Pfarrer und Dekan Charles Albert Cuttat unter Assistenz von fünf Geistlichen und grosser Volksbeteiligung benediziert. Patrone der Kirche sind die Apostel Peter und Paul. 
Die Betreuung in den Berner Oberländer Kapellen durch Kurgeistliche wird aktuell (Stand 2020) weiter gepflegt.

## Baubeschreibung
Die Kirche steht auf einem schmalen Grundstück an der Hangkante unterhalb der Haltenstrasse. Der Turm mit seinem stark geknickten Spitzhelm ist an der Eingangseite im Gebäude integriert. Ein Walmdach überdeckt die Saalkirche mit halbrunder Apsis und talseitig angefügter Sakristei. Die Fenster sind in verschiedenen Gestaltungsformen der Zeit eingefasst. Es ist eine der ersten von kleinen Kapellen, wie sie in den ersten Jahrzehnten des 20. Jahrhunderts im Heimatstil in ähnlicher Bauweise in mehreren Kurorten des Berner Oberlands entstanden. 

### Innenraum und künstlerische Ausstattung

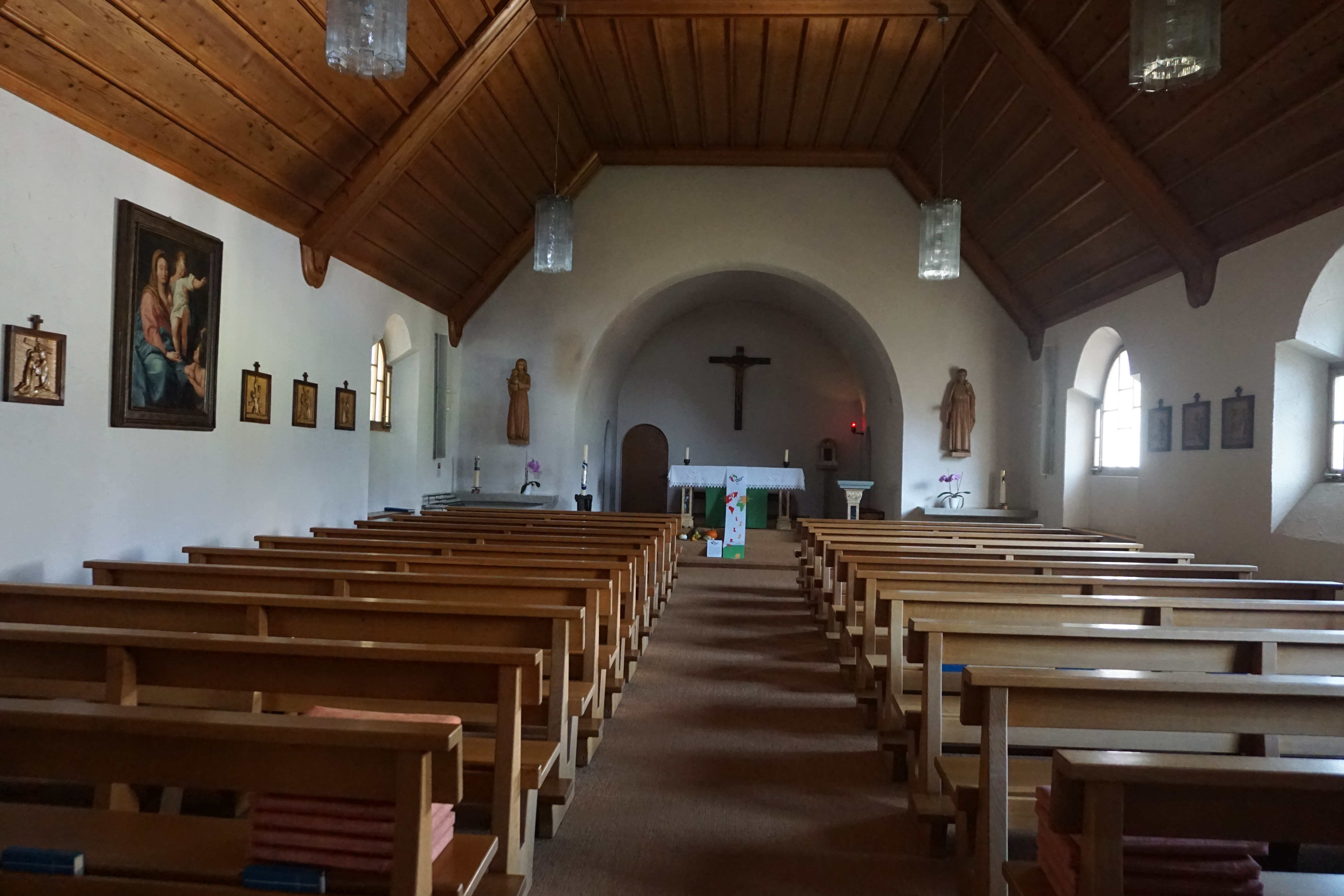
Peter und Paul Adelboden, Innenraum

An der Chorrückwand hängt ein grosses Kruzifix und an den Seitenwänden des Chors sind eine holzgeschnitzte Marien- und eine Josefstatue angebracht. Ebenfalls aus Lindenholz geschnitzt sind die Kreuzwegstationen an den Seitenwänden.